# North German Timber Control Commission
Die North German Timber Control Commission (NGTC) (deutsch übersetzt: Norddeutsche Holz-Kontrollkommission) war eine Behörde der britischen Militärregierung in der Britischen Besatzungszone, die der Control Commission for Germany (CCG) unterstand. Sie hatte ab 1945 ihren Sitz in Minden, ab 1946 in Hamburg. Die NGTC war zuständig für die Regelung des Einschlags von Nutzholz, Brennholz und anderer forstwirtschaftlicher Erzeugnisse in der Besatzungszone, sowie deren Verteilung und Verarbeitung. Ihr unterstand auf deutscher Seite der am 21. November 1945 eingerichtete Forst- und Holzwirtschaftsrat. Die Aufgaben der NGTC wurden 1949 der British Timber Production Agency übertragen und der Forst- und Holzwirtschaftsrat am 31. März 1949 zugunsten des Ressorts für Landwirtschaft und Forsten im Verwaltungsrat des Vereinigten Wirtschaftsgebietes aufgelöst. Die NGTC verfügte Ende 1947 über 307 Mitarbeiter.